# Émile Pessard
Émile Louis Fortuné Pessard (París, 29 de maig de 1843 – 10 de febrer de 1917) fou un compositor francès.
Des de molt jove demostrà molta disposició per a la música; als sis anys s'assajava en la composició i aprengué a tocar la flauta i el piano, tenint per a professors al seu pare i la seva mare, respectivament. Ingressant en el Conservatori de la seva vida natal, estudià acompanyament i harmonia amb Bozin, aconseguint el primer premi el 1862, i el 1866 se li concedí per unanimitat el gran premi de l'Institut per la seva cantata Dalila, l'execució de la qual en el teatre de l'Òpera Còmica assolí un èxit brillant. Fou professor d'harmonia en el Conservatori de la capital francesa, on entre altres alumnes tingué l'humorista Justin Clérice, i l'haitià Justin Elie, i director d'ensenyança musical en les tres cases d'educació de la Legió d'Honor i fundà l'Associació des jurés orpheoniques, amb el que contribuí a elevar el nivell musical dels concursos regionals creats per a desenvolupar l'afició al cant popular. Pessard va pertànyer a aquella generació de compositors francesos que s'inspiraren en les tradicions clàssiques que tingueren el seu apogeu amb el de la música italiana.
Les seves produccions teatrals són: La cruche cassée, obra en un acte estrenada en l'Òpera Còmica de París el 1870, que agradà molt al públic; Le char, òpera estrenada en el mateix teatre el 1878; Le capitaine Fracasse, òpera còmica que es representà el mateix any en el Teatre Líric de la mateixa capital: Tabarin (Òpera Còmica, 1885); Tartarin sur les Alpes (obra estrenada en el teatre de la Gaîte el 1887), Les folies amoureuses (Òpera Còmica, 1891); Mam'zelle Carabin (Bouffes-Parisiens, 1893, les òperes bufes en un acte Castor et Pollux, i Don Quichotte, les òperes còmiques, igualment en un acte, Gifles et baisers, Ilnghette i Laridon, i al teatre també li donà Le muet (1894), La dame de trèfle (1898), L'armée des vierges (1902); L'épave (1903), etc.
Entre les seves altres composicions hi figuren: obres per a orquestra i música de cambra, trios per a piano, violí i violoncel; cors amb acompanyament o sense, motets, dues misses, les col·leccions titulades Les chansons gaillardes, Les joyensetés de bonne compagnie, Vongt-conq pièces (per a piano); Dix pièces pour passer le temps; més de 100 melodies, algunes d'elles reunides formen col·lecció, entre les quals la titulada Bonjour Suzon es va fer molt popular, etc.
També es dedicà a la crítica musical, figurant els seus treballs en l'Evénement, Revue pour Tous i per la Mode Illustrée.